# Communauté de communes de Port-Jérôme
Pour la raffinerie, voir Raffinerie de Port-Jérôme-Gravenchon
La Communauté de communes de Port-Jérôme était une communauté de communes française, située dans le département de la Seine-Maritime et la région Haute-Normandie. Après fusion en 2008 avec la Communauté de communes de Caudebec-en-Caux-Brotonne et la Communauté de communes du Canton de Bolbec, elle devient la Communauté de communes Caux vallée de Seine.

## Histoire
- 25 octobre 2000 : création de la Communauté de Communes de Port-Jérôme.
- 20 décembre 2000 : le District Lillebonne-Notre-Dame-de-Gravenchon se transforme en communauté de communes.
- 1er janvier 2001 : date d'effet de la création de la communauté de communes de Port-Jérôme.
- 12 avril 2006 : réunion des maires et conseillers municipaux en vue de regrouper les communautés de communes de Caudebec-en-Caux-Brotonne, de Port-Jérôme et du Canton de Bolbec en une seule communauté qui regrouperait les 47 communes.
- Mars 2007 : les trois communautés de communes votent favorablement la fusion.
- 18 juin 2007 : le conseil municipal de Saint-Wandrille-Rançon s'oppose à l'adhésion de la commune à la future communauté de communes Caux-Vallée de Seine.
- 30 juillet 2007 : le conseil municipal de Saint-Wandrille-Rançon émet le souhait d'adhérer à la communauté de communes du Trait-Yainville.
- 15 octobre 2007 : date prévue pour la signature par le préfet de l'arrêté de création de la communauté de communes Caux-Vallée de Seine.
- 4 décembre 2007 : date prévue du premier conseil communautaire.
- 18 décembre 2007 : date prévue de la signature du budget.
- 1er janvier 2008 : la Communauté de Communes de Port-Jérôme devient la Communauté de Communes Caux-Vallée de Seine, sur un territoire étendu à 47 communes comptant près de 63500 habitants.

## Composition
Elle regroupait 16 communes du département de la Seine-Maritime :
| Commune                    | Population 1999 | Code postal | Code INSEE |
| -------------------------- | --------------- | ----------- | ---------- |
| Auberville-la-Campagne     | 555             | 76170       | 76031      |
| La Frénaye                 | 1 566           | 76170       | 76281      |
| Grand-Camp                 | 651             | 76170       | 76318      |
| Lillebonne                 | 9 738           | 76170       | 76384      |
| Mélamare                   | 751             | 76170       | 76421      |
| Norville                   | 807             | 76330       | 76471      |
| Notre-Dame-de-Gravenchon   | 8 618           | 76330       | 76476      |
| Petiville                  | 1076            | 76330       | 76499      |
| Saint-Antoine-la-Forêt     | 935             | 76170       | 76556      |
| Saint-Jean-de-Folleville   | 742             | 76170       | 76592      |
| Saint-Maurice-d'Ételan     | 305             | 76330       | 76622      |
| Saint-Nicolas-de-la-Taille | 1 035           | 76170       | 76627      |
| Tancarville                | 1 234           | 76430       | 76684      |
| Touffreville-la-Cable      | 354             | 76170       | 76701      |
| La Trinité-du-Mont         | 629             | 76170       | 76712      |
| Triquerville               | 348             | 76170       | 76713      |

## Culture
- Conservatoire de Musique et de Danse à Rayonnement Départemental (C.R.D.) : bâtiment principal situé à Notre-Dame-de-Gravenchon, plusieurs annexes sur le territoire dont Lillebonne et Bolbec.